# Lorsch
Lorsch (lateinisch Laurissa) ist eine Stadt im südhessischen Landkreis Bergstraße. Bekannt ist Lorsch unter anderem durch das zum Weltkulturerbe ernannte Kloster Lorsch. Die Stadt trägt seit dem 8. Juli 2010 die amtliche Zusatzbezeichnung Karolingerstadt, unter anderem in Bezug auf jenes Kloster aus der Karolingerzeit.

## Geografie

### Geografische Lage
Lorsch – als „Das Tor zur Bergstraße“ bezeichnet – liegt ca. fünf Kilometer westlich der eigentlichen Bergstraße, zwischen Einhausen und Heppenheim. Es befindet sich in der Oberrheinischen Tiefebene nur etwas westlich des Odenwalds zwischen Darmstadt im Norden und Mannheim im Süden. Die Stadt liegt unweit westlich vom Unterlauf der Weschnitz. Im Südosten der Stadt befindet sich das Naturschutzgebiet Weschnitzinsel.

### Nachbargemeinden
Lorsch grenzt im Norden an die Gemeinde Einhausen und die Stadt Bensheim, im Osten an die Stadt Heppenheim, im Südosten an die Gemeinde Laudenbach und die Stadt Hemsbach (beide Rhein-Neckar-Kreis, Baden-Württemberg), im Süden an die Stadt Lampertheim, sowie im Westen an die Stadt Bürstadt.

### Stadtgliederung
Lorsch umfasst eine Gemarkung (Gmk.-Nr. 63029). Im Süden von Lorsch befindet sich der Wohnplatz Seehof.

### Klima
Lorsch zeichnet sich – wie die anderen Orte an der Bergstraße – durch ein besonders mildes und sonniges Klima mit etwa 2000 Sonnenstunden jährlich und dem frühesten Frühlingsbeginn Deutschlands aus. Geschützt durch den Odenwald, gedeihen im milden Klima hier Kiwis, Mandeln, Feigen und Pfirsiche. Die Bergstraße wird deshalb oft als „Riviera Deutschlands“ bezeichnet.

## Geschichte

### Von den Anfängen bis zum 18. Jahrhundert
Bereits in der Jungsteinzeit war durch die klimatisch begünstigte Oberrheinische Tiefebene das Gebiet um Lorsch besiedelt, wie Bodenfunde belegen. Nach dem ersten namentlich bekannten Volksstamm, den Kelten, begannen um 40 n. Chr. die Römer mit der militärischen Besetzung rechtsrheinischer Gebiete. Um 260 überwanden die Alemannen den römischen Limes, drängten die Römer über den Rhein zurück und besiedelten das Gebiet. Die bei Grabungen im Kloster Lorsch entdeckten römischen Streufunde und Baureste lassen noch keine genaue Datierung zu. Nach 500 n. Chr. wurden die Alemannen wiederum von den Franken verdrängt, was durch fränkische Reihengräber bei Biblis, Wattenheim und Klein-Rohrheim belegt wird.

#### Lorsch als Zubehör des Klosters
Wie die Siedlung Lorsch im frühen Mittelalter entstand, ist unklar. In den Urkunden wird der Name Lauresham stets für das Kloster Lorsch benutzt, eine außerklösterliche Siedlung wurde bestenfalls beiläufig erwähnt. Die Abtei Lorsch wurde im Jahre 764 vom fränkischen Gaugrafen Cancor und seiner Mutter Williswinda gegründet und von Benediktinern des Klosters Gorze bei Metz besiedelt. In einer Urkunde aus dem Jahr 885 wurde die Abtei als „Lauressam“ erwähnt, daraus entwickelte sich im Laufe der Zeit der heutige Stadtname. Die Abtei war im Früh- und Hochmittelalter ein mächtiges Reichskloster mit Besitzungen im Odenwald, an der Bergstraße, in Rheinhessen, in der Pfalz, im Elsass und in Lothringen. Die erste urkundliche Erwähnung des Ortes Lorsch erfolgte 795 und steht im Zusammenhang mit der Schenkung der „Mark Heppenheim“ durch Karl den Großen an das Reichskloster Lorsch. Damit wurde das Kloster aufgewertet und so dem Zugriff der Diözesen Mainz und Worms entzogen. Die „Mark Heppenheim“ umschloss den größten Teil des heutigen Landkreises Bergstraße und große Teile des Odenwaldkreises. In der Grenzbeschreibung von 773 wird Lorsch noch nicht erwähnt. Im Zusammenhang mit dieser Schenkung entwickelten sich Grenzstreitigkeiten zwischen dem Kloster Lorsch und der Diözese Worms, die 795 zur Einberufung eines Schiedsgerichtes auf dem Kahlberg bei Weschnitz führten, einer alten Versammlungs- und Gerichtsstätte unweit der heutigen Walburgiskapelle. Als Ergebnis dieses Schiedsgerichtes wurde eine neue Grenzbeschreibung festgelegt, die nun auch die wichtigsten Orte innerhalb der Grenzen der Mark Heppenheim benannte, nämlich Furte (Fürth), Rintbach (Rimbach), Morlenbach (Mörlenbach), Birkenowa (Birkenau), Winenheim (Weinheim), Heppenheim, Besinsheim (Bensheim), Urbach (Auerbach), Lauresham (Lorsch) und Bisestat (Bürstadt). 772 erhob König Karl den Abt zum unmittelbaren Reichsfürsten, wodurch dieser in seinem Gebiet die Gerichtsbarkeit und das Recht zur Erhebung der bisher königlichen Gefälle erhielt. Durch viele weitere Schenkungen erreichte das Kloster im 9. und 10. Jahrhundert seine größte Macht, bevor sein Niedergang im 11. und 12. Jahrhundert folgte. 1076 erhielt die Abtei Lorsch unter Abt Ulrich das Markt- und Münzrecht von Kaiser Heinrich IV. verliehen.
Während des Investiturstreits – von 1076 (Reichstag in Worms) bis 1122 (Wormser Konkordat) – mussten viele Besitzungen an den Adel abgegeben werden. Im späten 12. Jahrhundert wurde mit der Aufzeichnung der alten Besitzurkunden versucht, die Verwaltung zu reorganisieren (Lorscher Codex). Dennoch unterstellte Kaiser Friedrich II. 1232 die Reichsabtei Lorsch dem Erzbistum Mainz und dessen Erzbischof Siegfried III. zur Reform. Die Benediktiner widersetzten sich der angeordneten Reform, mussten deshalb die Abtei verlassen und wurden durch Zisterzienser aus dem Kloster Eberbach ersetzt. Der Ort Lorsch wurde dabei als Zubehör der Abtei ebenfalls dem Mainzer Erzbischof unterstellt. Aufgrund der Freiheiten des Reichsklosters waren die Klostervögte Verwalter und Gerichtsherren innerhalb des Klosterbesitzes. Dieses Amt kam um 1165 in den Besitz der Pfalzgrafen. Aus dieser Konstellation entwickelten sich schwere Auseinandersetzungen zwischen dem Erzbistum Mainz und der Kurpfalz als Inhaber der Vogtei. Diese Streitigkeiten konnten erst Anfang des 14. Jahrhunderts durch einen Vertrag beigelegt werden, in dem die Besitzungen des Klosters zwischen Kurmainz und Kurpfalz aufgeteilt und die Vogteirechte der Pfalzgrafen bestätigt wurden.
1248 wurden die Zisterzienser-Mönche durch Prämonstratenser aus dem Kloster Allerheiligen ersetzt und von da an hatte das Kloster Lorsch den Status einer Propstei. Das Kloster Otterberg war im Ort begütert.
1267 wird erstmals ein Burggraf auf der Starkenburg (über Heppenheim) genannt, der auch das Amt Starkenburg verwaltete. In diesem Amt lag die „Zent Heppenheim“ mit Lorsch, von der die Blutgerichtsbarkeit ausgeübt wurde, dessen oberster Richter ebenfalls der Burggraf war. Für die Verwaltung der noch bestehenden Gefälle des Klosters Lorsch war aber die Oberschaffnerei in Lorsch zuständig. Die erste Erwähnung des Kellners in Heppenheim erfolgte 1322. Er hatte seinen Sitz im Amtshof von Heppenheim und war der höchste Finanz- und Justizbeamte nach dem Burggrafen. 1292 überlässt die Abtei Lorsch Stephan von Zwingenberg das „Hauptrecht“ zu Lorsch (Recht auf Abgaben beim Tod eines Leibeigenen) auf Lebenszeit. Die Niedere Gerichtsbarkeit lag entweder beim ab 1423 erwähnten Wildhubengericht bzw. dem ab 1423 erwähnten Portengericht. Das 1489 beschriebene Gerichtssiegel bestand aus einem senkrecht geteiltem Schild; links ein Galgen und rechts das Mainzer Rad. Nach einem Dokument von 1423 geben 24 Wildhübner des Hubengerichts zu Lorsch auf Anweisung der Kellers zu Heppenheim und des Burggrafen, im Vorhof des Klosters Auskunft über den Umfang des Wildbanns, die Zahl und die Namen der darin liegenden Huben und die Rechte des Mainzer Erzbischofs an den Huben. In diesem Jahr gehörten zum Hubengericht die Huben von Griesheim, Hardenau (Wüstung bei Bickenbach), Seeheim, Urbach, Heppenheim, Weinheim, Schrießheim, Virnheim, Odicken (Edigheim links des Rheins), Scharre (Scharhof bei Sandhofen), Kirschgartshausen (bei Sandhofen), Lampertheim, Bürstadt, Biblis, Rohrheim, Gernsheim, Biebesheim, Frenkfeld (Hof bei Gernsheim), Stockstadt, Wasserbiblos (Hof zwischen Crumstadt und Eich), Schwanheim, Hausen, Kessenau (vermutlich Wüstung bei Hähnlein), und Breitenbach (nicht lokalisiert, eventuell um Dornheim). Aus dem Jahr 1489 ist bekannt, dass die Gerichte zu Langen und Ginsheim an das Portengericht in Lorsch appellieren und dieses an die kurpfälzischen Hofräte und Richter in Heidelberg.
Im Verlauf der für Kurmainz verhängnisvollen Mainzer Stiftsfehde wurde das Amt Starkenburg an Kurpfalz wiedereinlöslich verpfändet und blieb anschließend für 160 Jahre pfälzisch. Pfalzgraf Friedrich I. hatte sich für seine Unterstützung von Erzbischof Diether – im durch die Kurfürsten am 19. November 1461 geschlossenen „Weinheimer Bund“ – das „Amt Starkenburg“ verpfänden lassen, wobei Kurmainz das Recht erhielt, das Pfand für 100.000 Pfund wieder einzulösen.

#### Reformation und Dreißigjähriger Krieg
In den Anfängen der Reformation sympathisierten die pfälzischen Herrscher offen mit dem lutherischen Glauben, aber erst unter Ottheinrich, Kurfürst von 1556 bis 1559, erfolgte der offizielle Übergang zur lutherischen Lehre. Danach wechselten seine Nachfolger und gezwungenermaßen auch die Bevölkerung mehrfach zwischen der lutherischen, reformierten und calvinistischen Religion. Als Folge der Reformation hob die Kurpfalz 1564 das Kloster Lorsch auf. Die bestehenden Rechte wie Zehnten, Grundzinsen, Gülten und Gefälle des Klosters Lorsch wurden fortan durch die „Oberschaffnerei Lorsch“ wahrgenommen und verwaltet.
Im Jahr 1618 brach dann der Dreißigjährige Krieg aus, in dessen Verlauf die Region um Lorsch mehrfach verwüstet und die Bewohner durch die Pest stark dezimiert wurden. Für das Kloster Lorsch bedeutet die Schließung der Propstei 1619 das endgültige Aus. 1623 eroberten spanische Truppen für die katholische Kriegspartei die Region und stellten so die Kurmainzer Herrschaft wieder her. Bereits 1621 hatten sie die Starkenburg eingenommen und als Operationsbasis für die weitere Eroberung genutzt. Dabei wurden die Orte Nordheim, Biblis und Wattenheim gebrandschatzt, und das von den Spaniern besetzte Kloster Lorsch brannte ab. Im selben Jahr wurde die Burg Stein von den Spaniern eingenommen und die pfälzischen Truppen wurden bei Bürstadt besiegt. Vom 26. Oktober 1623 wird berichtet, dass 124 Einwohner von Lorsch, 26 Einwohner von Klein-Hausen, 66 Einwohner von Bürstadt und 81 Einwohner von Biblis dem Erzbischof von Mainz huldigten, der unter dem militärischen Schutz des Feldherrn Tilly stand. Damit begann die Rekatholisierung des Gebietes, die ab 1624 von Jesuiten aus Aschaffenburg vorangetrieben wurde. Der Mainzer Erzbischof gab 1625 den Calvinisten den Befehl, den katholischen Glauben bis spätestens Ostern 1626 anzunehmen oder das Land zu verlassen. Im Jahr 1626 galt die Gegenreformation im Amt Starkenburg als abgeschlossen.
Der Schrecken dieses Krieges war aber für die Lorscher noch lange nicht vorbei. Die für die evangelische Seite kämpfenden schwedischen Truppen drangen 1631 bis an die Bergstraße vor und brachten den Calvinismus zurück. Am 6. und 7. Dezember überquerten sie unter König Gustav Adolf bei Erfelden den Rhein, und die Stadt Gernsheim wurde für eine Kontribution von 300 Reichstalern übergeben. In den Jahren 1632 und 1633 wütete in der Region die Pest und die Bevölkerung wurde stark dezimiert. Nach der Niederlage der Evangelischen bei Nördlingen am 6. September 1634 zogen sich 1635 die schwedischen Truppen von der Bergstraße zurück, und die zweite katholische Restauration begann. Letztlich veranlasste der katholische Sieg bei Nördlingen Frankreich, an der Seite der nun geschwächten Schweden in den Dreißigjährigen Krieg einzugreifen. Mit dem Schwedisch-Französischen Krieg begann ab 1635 das blutigste Kapitel des Dreißigjährigen Krieges. Aus der Region um Lorsch berichten die Chronisten aus jener Zeit: „Pest und Hunger wüten im Land und dezimieren die Bevölkerung, sodass die Dörfer öfters völlig leer stehen“. Aus Hausen erhalten wir von 1642 die Nachricht, „dass kaiserliche Truppen viermal in Haußen einfielen und einen Schaden von 26 Gulden anrichteten.“ Ebenso schrieben die Chronisten im selben Jahr: „Die Pfarrhäuser in Biblis, Bürstadt und Lorsch sind verbrannt und verfallen“.

#### Rückgabe an Kurmainz
Mit dem Ende des Dreißigjährigen Krieges durch den Westfälischen Frieden 1648, wurde die Rückgabe des verpfändeten Oberamtes Starkenburg an Kurmainz festgeschrieben, und mit dem Bergsträßer Rezess von 1650 legten die beiden Kurfürsten die verbliebenen konfessionellen und territorialen Streitigkeiten bei. Somit kam auch Lorsch endgültig wieder unter Kurmainzer Herrschaft, die bis zur Auflösung von Kurmainz 1803 andauerte, und die Rekatholisierung der Orte des Amtes Starkenburg wurde abgeschlossen.
In den Jahren 1688–1697 wütete der durch Frankreich provozierte Pfälzische Erbfolgekrieg, der das Gebiet zwischen Rhein und Bergstraße vielfältiger Zerstörung ausgesetzte und so die Wiederaufbaubemühungen nach dem Dreißigjährigen Krieg teilweise zunichtemachte. Erst mit dem Frieden von Rijswijk 1697 zogen sich die Franzosen wieder hinter den Rhein zurück. Aus dieser Zeit berichten die Chronisten:
- 1689: Zerstörung vieler Städte und Dörfer am Rhein durch die Franzosen; in der Pfarrei Gernsheim ist im Totenbuch das Jahr 1689 mit Annuus Feralis (Schreckensjahr) überschrieben. Die Franzosen zerstören das Wattenheimer Pfarrhaus.
- 1690: „Große Schäden wurden in Hofheim durch die Franzosen verursacht.“
- 1694: „An der Bergstraße und im ganzen Land herrscht großes Sterben und Hungersnot.“

In einem Verzeichnis von 1782 der „Oberschaffnerei Lorsch“ ist zu lesen: – gehörten derselben bzw. wurden von ihr verwaltet – „Ein Hofgut mit Äckern, Wiesen und Wald mit 127 Morgen“. Die katholische Pfarrei in Lorsch gehörte in dieser Zeit zum Bensheimer Landkapitel. Seit der Wiedererrichtung der Klosterkirche nach dem Brand 1090 hatte der Ort eine kleinere Pfarrkirche, in der die Gottesdienste für die Lorscher Bevölkerung gehalten wurden.
Im Jahr 1782 führte Kurmainz eine Verwaltungsreform im Bereich des „Amtes Starkenburg“ durch, mit der in Lorsch eine Amtsvogtei eingerichtet wurde. Das Amt wurde in Oberamt umbenannt und bestand jetzt aus den Unterämtern oder Amtsvogteien Lorsch, Fürth, Heppenheim und Bensheim. Zur „Amtsvogtei Lorsch“ gehörten neben Lorsch auch Biblis, Bürstadt, Klein-Hausen und Viernheim. Das Oberamt Starkenburg wiederum war dem „Unteren Erzstift“ des „Kurfürstentums Mainz“ unterstellt.

### 19. Jahrhundert bis heute

#### Lorsch kommt an Hessen-Darmstadt
Mit dem Reichsdeputationshauptschluss vom Februar 1803 wurde Kurmainz aufgelöst, und das Oberamt Starkenburg mit Lorsch kam zur Landgrafschaft Hessen-Darmstadt. Das „Amt Lorsch“ wurde als hessische Amtsvogtei weitergeführt, das Oberamt aber 1805 aufgelöst. In Hessen-Darmstadt wurde mit Ausführungsverordnung vom 9. Dezember 1803 das Gerichtswesen neu organisiert. Für das Fürstentum Starkenburg wurde das „Hofgericht Darmstadt“ als Gericht der zweiten Instanz eingerichtet. Die Rechtsprechung der ersten Instanz wurde durch die Ämter bzw. Standesherren vorgenommen. Das Hofgericht war für normale bürgerliche Streitsachen Gericht der zweiten Instanz, für standesherrliche Familienrechtssachen und Kriminalfälle die erste Instanz. Damit hatten die „Zent Heppenheim“ und die mit ihnen verbundenen Zentgerichte endgültig ihre Funktion eingebüßt. Am 14. August 1806 wurde die Landgrafschaft Hessen-Darmstadt von Napoleon, gegen Stellung hoher Militärkontingente an Frankreich und den Beitritt zum Rheinbund, zum Großherzogtum erhoben.
Konrad Dahl berichtet 1812 in seiner Historisch-topographisch-statistische Beschreibung des Fürstenthums Lorsch, oder Kirchengeschichte des Oberrheingaues über das Amt und den Marktflecken Lorsch:

„Das Amt Lorsch enthält 5 Ortschaften, nämlich: Lorsch, Biblis, Würrstadt, Kleinhausen und Virnheim und gränzt mit denselben an die Ämter Heppenheim, Bensheim, Gernsheim, Lampertheim und Weinheim. Im ganzen Amte Lorsch finden sich 1071 Wohngebäude und 7083 Seelen. Unter letzteren sind 6969 Katholicken, 10 Lutheraner, 8 Reformirte, und 96 Juden. Sämtlliche Unterthanen dieses Landes sind leibeigen. An Grund und Boden enthält das Amt 14,269 Morgen und 3 Vrtl Äcker, 3462 M. 1 Vrtl. Wiesen und Waiden, und 15015 M. 2 Vrtl. Waldung. Das ganze Amt Lorsch gehört noch ist, so wie vor Alters, zur Cent Heppenheim; es zeigt uns die Beilage …, was die Ortschaften dieses Amtes bei peinlichen Gerichtsfällen zu thun und zu leisten haben. Vor dem 17. Jahrhunderte wohnte der Keller oder Einnehmer der klösterlichen und nachher landesherrlichen Gefälle immer in Lorsch. Derselbe kam aber nachdem das Erzstift Mainz wieder in den Besitz der Bergstraße und des Klosters Lorsch gekommen, und letzteres endlich noch zerstört worden war nach Bensheim, woselbst eine herrschaftlich Amtstellerei errichtet, zugleich aber auch damit die Oberschaffner von Lorsch verbunden wurde. Diese Amtskellerei hat auch zugleich die Justizverwaltung bis zum Jahr 1782, wo nicht allein in Bensheim, sondern auch in Lorsch ein eigenes Justizamt errichtet wurde. Nach aufgehobenem Oberamte Starkenburg (1804) wurde solches selbstständig.
…

Der Marktflecken Lorsch hat zu Nachbarn Heppenheim, Bensheim, Kleinhausen, Boppstadt und Bürrstadt. Er ist groß, hat schöne Häuser und Straßen, ziemlich reiche Bewohner die zum Theil einen beträchtlichen Handel treiben. In 262 Wohngebäuden, welche der Ort enthält, wohnen 1677 Menschen. Die Gemarkung besteht in ohngefähr 2385 Morgen Aecker und Wiesen. Die neue schöne Pfarrkirche zu Lorsch ist erst im Jahr 1724 aufgebauet, und im Jahr 1762 eingeweihet worden. Sie ist dem heil. Nazarius geweihet.“

Nach dem Wiener Kongress 1814/15 wurden 1816 im Großherzogtum Provinzen gebildet. Dabei wurde das vorher als „Fürstentum Starkenburg“ bezeichnete Gebiet, das aus den südlich des Mains gelegenen alten hessischen und den ab 1803 hinzugekommenen rechtsrheinischen Territorien bestand, in „Provinz Starkenburg“ umbenannt.
Das „Amt Lorsch“ wurde im Neueste länder- und völkerkunde: Ein geographisches lesebuch für alle stände wie folgt beschrieben:

„Amt Lorsch mit 1 Marktflecken, 7 anderen Orten, 1,146 Häus. und 8,755 Ein.

Lorsch, Marktflecken an der Weschnitz, und Amtssitz in den Gebäuden der vormaligen Prämonstratenser Abtei. 262 Haus. und 1,660 Einw. Wie in der Nähe alter Klöster Wild, Holz, Fische, gute Weide und gute Wein, sobald es das Klima nur erlaubt, nie zu fehlen pflegen: so findet man auch alle diese Hülfsmittel eines bequemen spekulativen Lebens, in der Nähe von Lorsch vereint. – Dörfer: Biblis, Bürstadt, Kleinhausen, Seehoff, Virnheim.“

Im Jahr 1821 wurden im Rahmen einer umfassenden Verwaltungsreform die Amtsvogteien in den Provinzen Starkenburg und Oberhessen des Großherzogtums aufgelöst und Landratsbezirke eingeführt, wodurch Lorsch zum Landratsbezirk Heppenheim kam. Diese Reform ordnete auch die Verwaltung auf Gemeindeebene neu. Die Bürgermeisterei in Lorsch war eine von 12 im Landratsbezirk. Entsprechend der Gemeindeverordnung vom 30. Juni 1821 gab es einen gewählten Ortsvorstand, der sich aus Bürgermeister, Beigeordneten und Gemeinderat zusammensetzte, staatliche Schultheißen wurden nicht mehr ernannt.
Die Statistisch-topographisch-historische Beschreibung des Großherzogthums Hessen: Provinz Starkenburg von 1829 beschreibt Lorsch als:

„Lorsch (L. Bez. Heppenheim) Marktflecken; liegt am Anfang der nach Bensheim führenden Chaussee, 1 St. von Heppenheim, und hat 314 Häuser und 2459 Enw., die bis auf 43 Luth. und 63 Juden alle katholisch sind. Lorsch ist der Sitz des Landgerichts und des Forstinspektors. Man findet eine schöne 1734 erbaute Kirche, eine Kapelle, ein Rathhaus, das neu erbaute Bezirksgefängniß und die Ruinen der weltberühmten Abtei Lorsch.
…

Ob schon damals die Stelle des heutigen Lorsch bewohnt war, oder seine Entstehung dem Kloster verdankt, ist unbekannt. Der Tradition zufolge hieß das heutige Lorsch früher Gunau, welches allerdings auf eine frühere Existenz schließen ließe. Kaiser Carl der Große, der auf seiner Rückreise aus Italien, nach Speier gekommen, wurde vom Abt Gundeland, Bruder des vorigen Abts Rutgang, dringend zur Einweihungsfeier des Klosters auf den 2. Sept. 774 eingeladen. Er erschien und im Gefolge die Königin Hildegard, seine drei Söhne und mehrere Reichsfürsten. Bischof Lullus von Mainz vollzog die Einweihung mit großer Pracht, und bei dieser Gelegenheit erhielt das Kloster von allen Seiten reiche Geschenke, wie überhaupt diese Abtei in wenig Jahrhunderten ein kleines Fürstenthum zusammenbrachte. Erzbischof Adelbert von Bremen, habsüchtig und intriguant, ließ sich vom Kaiser die Abtei schenken; da widersetzte sich Abt Ulrich († 1076) diesem Gewaltstreiche, und schnell entstand durch die Lehensleute und Angehörigen des Klosters die Starkenburg unweit Lorsch. Des geschah 1066. Des Abts Vasallen vertheidtigten ihn standhaft auf der Starkenburg und ertrotzten seine Wiedereinsetzung. Aber er mußte sich des Kaisers Günstling, Berthold, als Klostervogt aufdringen lassen, der dies Amt erblich machte und dessen Erben die Abtei unbarmherzig beraubten und drückten. – Kaiser Heinrich IV. ertheilt 1067 dem Abt Ulrich das Markt und Münzrecht für sein Dorf Lauresham; welches letztere aber mit der Abtei selbst ein Ende nimmt.
…

Pfalzgraf Conrad von Hohenstaufen, Bruder Kaisers Friedrich I., hatte die Vogtei über die Abtei Lorsch erheurathet und gründete dadurch die landesherrliche Gewalt der Pfalzgrafen in dieser Gegend. Wegen der Vogtei-Gerechtsame, so wie wegen der Lorscher Lehen, die zum Theil an die Pfalz gekommen waren, entstand zwischen Churpfalz und Churmainz eine Fehde, in welcher die Pfalz 1239 die Oberhand behält. – Unter mancherlei Schicksalen hielt sich das Kloster, das unter einem Probst bestehen blieb, bis zur bairischen Fehde 1504, in welcher es Landgraf Wilhelm II. plünderte, so wie später 1555 Pfalzgraf Friedrich die Mönche verjagte, und, was noch da war, in Besitz nahm. Kloster und Kirche standen leer und waren ein Gegenstand vieler Mißhelligkeiten zwischen den benachbarten Pfalzgrafen und dem Erzstifte Mainz. Im Jahr 1621 wurde das Kloster von den Spaniern in Brand gesteckt. Der Westphälische Frieden, 1648, endigte auch hier die Zwistigkeiten zwischen Pfalz und Mainz. Letzteres kam wieder in Besitz von Lorsch und Starkenburg und dem Zugehör, und blieb darin, bis dieß Alles 1802 an Hessen kam. Die noch von 774 stehende Vorhalle des Klosters, welche in die Clausur führte, und 1697 zu einer Kapelle eingerichtet wurde, ist noch bis zum Giebel wohl erhalten. Von der ehe ehemaligen sehr großen Hauptkirche des Klosters steht nur noch ein kleiner Theil, da sie nach dem Brand von 1621 nicht wie der aufgebaut wurde. Diese Ueberreste aus dem vordern Theil der Kirche, wo der Haupteingang war, bestehend, sind jetzo zu einem Fruchtspeicher eingerichtet. Ein hoher Bau der mit seiner weißen Wand weit in die Ferne leuchtet. Die nächste Umgebung ist nun zu einem Garten und Weinberg angelegt. Im Garten sieht man noch ausgegrabene Grabsteine und steinerne Särge. Verschwunden sind nun die Herrlichkeiten dieses Klosters; aber in Menge haben sich sein Urkunden erhalten und verbreiten ein hellleuchtendes Licht über die Geschichte naher und ferner Gegenden.“

Weitere Ereignisse in Lorsch waren am Beginn des 19. Jahrhunderts die Instandsetzung der Torhalle des Klosters Lorsch 1827 sowie 1828 der Fall der Zollschranken zwischen dem Großherzogtum Hessen und dem benachbarten Preußen, zu dem auch Frankfurt gehörte. Im selben Jahr wurde die Chaussee zwischen Gernsheim und Darmstadt fertiggestellt sowie die Anzahl der Juden in Lorsch mit 63 angegeben.
1832 wurden Kreise geschaffen. Nach der am 20. August 1832 bekanntgegebenen Neugliederung sollte es in Süd-Starkenburg künftig nur noch die Kreise Bensheim und Lindenfels geben; der Landratsbezirk von Heppenheim sollte in den Kreis Bensheim fallen. Noch vor dem Inkrafttreten der Verordnung zum 15. Oktober 1832 wurde diese aber dahingehend revidiert, dass statt des Kreises Lindenfels neben dem Kreis Bensheim der Kreis Heppenheim als zweiter Kreis gebildet wurde. Lorsch wurde dem Kreis Bensheim zugeordnet.
Im Neuestes und gründlichstes alphabetisches Lexicon der sämmtlichen Ortschaften der deutschen Bundesstaaten von 1845 findet sich folgender Eintrag:

„Lorsch bei Heppenheim. – Marktflecken mit kathol. Pfarrkirche, hinsichtlich der Evangel. zur Pfarrei Schwanheim gehörig. – 314 H. 2459 E. (Incl. 63 Juden). – Großherzogth. Hessen. – Provinz Starkenburg. – Kreis Bensheim. – Landgericht Lorsch. – Hofgericht Darmstadt. – Der Marktflecken Lorsch hat außer einer schönen Kirche auch 1 Kapelle, 1 Rathhaus und 1 Bezirksgefängniß. Ehemals war hier eine Prämonstratenser-Abtei, deren Gebäude im J. 1621 größtentheils zerstört worden sind. Außer dem Landgerichte haben hier ein katholisches Dekanat und die Forstinspection über den Forst Heppenheim ihren Sitz. – Früher gehörte Lorsch zu Churmaniz, von welchem es im 1802 an Hessen übergegangen ist.“

Am 31. Juli 1848 wurden in den Provinzen die Kreise und die Landratsbezirke des Großherzogtums abgeschafft und durch „Regierungsbezirke“ ersetzt, wobei die bisherigen Kreise Bensheim und Heppenheim zum Regierungsbezirk Heppenheim vereinigt wurden. Bereits vier Jahre später, im Laufe der Reaktionsära, kehrte man aber zur Einteilung in Kreise zurück und Lorsch wurde Teil des Kreises Heppenheim.
Die im Dezember 1852 aufgenommenen Bevölkerungs- und Katasterlisten ergaben für Lorsch: ein Marktflecken 3099 Einw.; Sitz eines Landgerichts, eines Forstamts, einer Oberförsterei, darin die Ruinen der berühmten Abtei Lorsch. Die Gemarkung bestand aus 5760 Morgen, davon waren 3778 Morgen Ackerland, 1303 Morgen Wiesen und 407 Morgen Wald. (Der sogenannte Lorscher Wald hatte 9858 Morgen). Zu Lorsch gehörten eine Ziegelei und das Forsthaus in der Wildbahn.
In den Statistiken des Großherzogtums Hessen werden, bezogen auf Dezember 1867, für den Marktflecken Lorsch angegeben: eigene Bürgermeisterei, 411 Häuser, 3243 Einwohner, der Kreis Heppenheim, das Landgericht Lorsch, die evangelische Pfarrei Bensheim des Dekanats Zwingenberg und die katholische Pfarrei Lorsch des Dekanats Bensheim. Die Bürgermeisterei war außerdem für die Ziegelei (ein Haus, 7 Einw.) und den Seehof (ein Haus, 7 Einw.) zuständig.
Im Deutsch-Französischen Krieg 1870/71 hatte Lorsch etwa 58 Tote zu beklagen.
1874 wurde im Großherzogtum eine Anzahl von Verwaltungsreformen beschlossen. So wurden die landesständige Geschäftsordnung sowie die Verwaltung der Kreise und Provinzen durch Kreis- und Provinzialtage geregelt. Die Neuregelung trat am 12. Juli 1874 in Kraft und verfügte auch die Auflösung der Kreise Lindenfels und Wimpfen sowie die Zuordnung von Lorsch zum Kreis Bensheim.
Am Ende des 19. Jahrhunderts kündigte sich auch in Lorsch das Industriezeitalter an. Verbesserungen der Infrastruktur ergaben sich durch den Bau von Eisenbahnlinien. Im Jahr 1869 wurde die Eröffnung der Nibelungenbahn von Worms über Lorsch nach Bensheim gefeiert, wo sie Anschluss an die bereits 1846 fertiggestellte Main-Neckar-Bahn hatte. Für das Jahr 1900 waren weitere Infrastrukturverbesserungen zu vermelden, so wurde bei Worms sowohl die Ernst-Ludwig-Brücke für den Straßenverkehr als auch die Eisenbahnbrücke über den Rhein dem Verkehr übergeben. Am 1. Januar 1900 trat im ganzen Deutschen Reich das Bürgerliche Gesetzbuch in Kraft.
Mayers Orts- und Verkehrslexikon berichtet 1913:

„Lorsch Hessen, Fl.(Flecken), unweit der Weschnitz; Starkenburg, Kr. Bensheim, LG., BKdo. II Darmstadt; 4845 E.; P(Postanstalt), E(Eisenbahnstation) 1 km: Worms–Bensheim (mit EPs(Personenverkehr) L'er Wald), Zweigb. (Triebwagen) L.–Heppenheim; AG., StdA.(Standesamt), ForstA.(Forstamt), OFörst.(Oberförsterei); 2 Kath., ev. Pf.(Pfarramt), Syn.(Synagoge); Spk.(Sparkasse), SpDar.(Spar- und Darlehenskasse), Volksbk.(Volksbank); Krammärkte, Getreide-, Viehhdl.(Getreide- und Viehhandel); Zigarrenfbr.; Sägew.“

#### Zeit der Weltkriege
Im Ersten Weltkrieg hatte Lorsch 124 Gefallene zu beklagen.
In Hessen wurde am 3. Juli 1933 das „Gesetz zur Durchführung von Feldbereinigung zum Zwecke der Arbeitsbeschaffung im Zuge der Riedmelioration“ erlassen. In 13 Gemeinden der Provinz Starkenburg, darunter Lorsch wurde das Feldbereinigungsverfahren auf einer Fläche von 200.000 ha angeordnet. Im Verlauf dieses Meliorations- und Siedlungsprogramms entstanden die beiden Orte Riedrode und Worms-Rosengarten.
Die hessischen Provinzen Starkenburg, Rheinhessen und Oberhessen wurden 1937 nach der 1936 erfolgten Auflösung der Provinzial- und Kreistage aufgehoben. Zum 1. November 1938 trat dann eine umfassende Gebietsreform auf Kreisebene in Kraft. In der ehemaligen Provinz Starkenburg war der Kreis Bensheim besonders betroffen, da er aufgelöst und zum größten Teil dem Kreis Heppenheim zugeschlagen wurde. Der Kreis Heppenheim übernahm auch die Rechtsnachfolge des Kreises Bensheim und erhielt den neuen Namen Landkreis Bergstraße.
Im November 1938 brachte die sogenannte Reichskristallnacht den jüdischen Mitbürgern Not und Elend. Die Lorscher Synagoge wurde niedergebrannt und die Wohnungen und Geschäfte jüdischer Familien verwüstet. Bereits nach 1933 waren ein Teil der zu diesem Zeitpunkt aus 73 Personen bestehenden jüdischen Gemeinde infolge der zunehmenden Repressalien weggezogen oder ausgewandert. Die Ereignisse von 1938 führten dazu, dass die meisten jüdischen Einwohner bis zum September 1939 ausgewandert waren. Diejenigen, die blieben, wurden 1941 aus ihren Wohnungen vertrieben und in ein sogenanntes „Judenhaus“ in der Karlstraße 1 eingewiesen. Im August 1942 wurden alle noch in Lorsch lebenden Menschen jüdischer Abstammung in Vernichtungslager deportiert. Von den in Lorsch geborenen oder längere Zeit hier lebenden Personen kamen 40 durch die NS-Gewaltherrschaft ums Leben. An die Opfer des Nationalsozialismus erinnern seit 2015 zahlreiche Stolpersteine, die jeweils vor den ehemaligen Wohnhäusern verlegt wurden.
Im Zweiten Weltkrieg wurde im Südosten der Bibliser Gemarkung 1939 ein Militärflugplatz angelegt, der aber bis 1944 nur für Ausbildungszwecke genutzt wurde. Erst nach der Landung der Alliierten in Frankreich wurde er weiter ausgebaut und mit Flugabwehrgeschützen ausgerüstet. In dieser Zeit wurde auch das Flugplatzkommando des Militärflugplatzes in Biblis aus Sicherheitsgründen nach Lorsch verlegt, und in Lorsch wurden 100 Privatquartiere für Flugplatzpersonal requiriert. Anfang März 1945 wurde der Flugplatz geräumt, und es gab den Befehl, alle Einrichtungen zu zerstören.
Besonders ab 1944 war der verstärkte Luftkrieg gegen Deutschland auch in Lorsch zu spüren. Große Fliegerverbände überflogen Lorsch bei ihren Angriffen auf die umliegenden Industriestädte Ludwigshafen, Mannheim oder Worms. Lorsch bleibt davon weitgehend verschont, aber im Februar und März 1945 kamen vier Frauen und ein Mann aus Lorsch durch Tieffliegerangriffe ums Leben.
Zur Vorbereitung für die Rheinüberquerung der amerikanischen Truppen wurden die meisten Riedgemeinden am 25. und in der Nacht zum 26. März 1945 von der amerikanischen Artillerie beschossen. Davon war auch Lorsch betroffen, wobei zahlreiche Sachschäden an Gebäuden entstanden und vier Menschen getötet wurden. In den ersten Stunden des 26. März überquerten amerikanische Truppen bei Hamm und südlich von Worms den Rhein. Die bei Worms übergesetzten Kräfte nahmen noch in der Nacht die Ortschaft Rosengarten in Besitz, marschierten in den frühen Morgenstunden in Bürstadt ein und rückten auf der heutigen B47 in Richtung Lorsch vor. Der eigentliche Einmarsch der Amerikaner in Lorsch lief dann aber ohne weiteres Blutvergießen ab. Dies war wohl auch dem mutigen Handeln mehrerer Frauen zu verdanken, die eine Panzersperre vor dem Ort beseitigten, weiße Fahnen hissten und den Amerikanern zu verstehen gaben, dass keine deutschen Soldaten mehr im Ort seien. Die schwachen deutschen Kräfte waren im Laufe des 26. März an die Bergstraße zurückverlegt worden. Dies bewahrte Lorsch vor weiterer Zerstörung, denn noch Tage zuvor hatten die in Lorsch stationierten deutschen Kräfte sich geweigert, einer Bitte von Einwohnern nachzukommen, die Stadt unverteidigt zu lassen. Am 27. März standen die amerikanischen Einheiten in Lorsch, Bensheim und Heppenheim, und einen Tag später waren Aschaffenburg am Main sowie der westliche und nördliche Teil des Odenwaldes besetzt.

#### Nachkriegszeit und Gegenwart
Wie die Einwohnerzahlen von 1939 bis 1950 zeigen, nahm auch Lorsch nach dem Krieg viele Flüchtlinge und Vertriebene aus den ehemaligen deutschen Ostgebieten auf.
Noch bis in die Zeit nach dem Zweiten Weltkrieg blieb Lorsch durch die Landwirtschaft geprägt. Der Tabakanbau und die Tabakverarbeitung spielten die Hauptrolle im Erwerbsleben der Lorscher. Bereits seit 1670 wurde Tabak angebaut. Wegen des Tabaks hatte Lorsch sogar ein eigenes Zollamt, da Tabak exportiert und ausländischer Tabak zur Zigarrenherstellung eingeführt wurde. In den 1920er Jahren sollen auf einer Anbaufläche von 50 Hektar 200 Pflanzer tätig gewesen sein und insgesamt etwa 800 Menschen vom Tabakanbau gelebt haben. Mehrere kleine Zigarrenfabriken waren in Betrieb, und mehrere Großbetriebe der Tabakindustrie hatten Zweigbetriebe in Lorsch. Die schlechte Bezahlung führte immer wieder zu Arbeitskämpfen. Den größten Streik gab es 1932 in der Zigarrenfabrik Carstanjen: Es sei „unmenschlich“, die Wochenlöhne von bis zu 12 Mark bei einer Arbeitszeit von 48 Wochenstunden noch einmal um 50 Prozent kürzen zu wollen, beschwerten sich die Beschäftigten. Von den ca. 6000 Einwohnern im Jahr 1940 arbeiteten 2000 in der Tabakindustrie. Andere Wirtschaftszweige als Arbeitgeber gab es nicht in Lorsch. Nach dem Krieg ließen ausländische Konkurrenz und die Krise durch die Blauschimmel-Krankheit den Tabakanbau stark zurückgehen. 1997 gab es in Lorsch nur noch einen Betrieb, der Tabak auf 3,5 Hektar anbaute. Heute ist der Tabakanbau und dessen Verarbeitung völlig zum Erliegen gekommen. Die letzte Zigarrenfabrik wurde 1983 und die letzte Tabakfabrik 1994 geschlossen. Nur das Tabakmuseum im Museumszentrum des Klosters Lorsch erinnert noch daran.
In den frühen 1950er Jahren war Lorsch der Austragungsort von Motorradrennen, die vom Motorsportclub (MSC Lorsch) veranstaltet wurden. Das „Riedringrennen“ zog Zehntausende von Besuchern an. Der Zuschauerrekord der Eröffnungsveranstaltung von 1950 mit 32.000 Besuchern wurde allerdings nicht mehr erreicht. Die steigenden Sicherheitsanforderungen an solche Rennen, die vor allem 1955 nach dem Unglück beim Autorennen von Le Mans mit 85 Toten verschärft wurden, konnten durch die Veranstalter nicht mehr garantiert werden. Damit war das legendäre „Riedringrennen“ Geschichte.
Am 1. April 1956 erfolgte eine Umgemeindung eines Teils des Lorscher Waldes. Dabei kamen ein Teil mit sieben Einwohnern zur Gemeinde Einhausen und ein Teil mit zwei Einwohnern zur Gemeinde Riedrode. Am 17. Dezember 1957 wurde im Nibelungensaal des Lorscher Rathauses der „Wasserbeschaffungsverband Riedgruppe Ost“ gegründet, dem neben Lorsch auch die damaligen Gemeinden Einhausen, Fehlheim, Rodau und Schwanheim angehörten. Im Dezember 1958 wurde daraufhin mit dem Bau des Wasserwerkes „Kannegießer Tannen“ begonnen, und ein Jahr später konnte der Verbandsvorsteher in Einhausen verkünden: „Für 15.000 Riedbewohner läuft jetzt Wasser aus den Hähnen – und wir wollen dankbar sein“. Es folgte im September 1960 das Wasserwerk „Kannegießer Tannen“ an der Gemarkungsgrenze zwischen Lorsch und Einhausen. Das mit einem Kostenaufwand von 4,5 Millionen D-Mark errichtete Wasserwerk, zusammen mit den 74 Kilometern verlegter Rohrleitungen, wurde nach dessen Fertigstellung als „Größtes Gemeinschaftswerk des Kreises Bergstraße“ bezeichnet.
Im Jahr 1961 wurde die Gemarkungsgröße mit 2438 ha angegeben, davon waren 914 ha Wald. 1964 wurde der Gemeinde Lorsch, anlässlich der 1200-Jahr-Feier, von der Hessischen Landesregierung das Recht verliehen, sich „Stadt“ zu nennen. Seit dem 8. Juli 2010 führt Lorsch offiziell den Beinamen „Karolingerstadt“.
Am 1. August 1972 wurde im Rahmen der Gebietsreform in Hessen das gemeindefreie Gebiet der ehemals selbstständigen Gemarkung Seehof unter den Städten Lampertheim und Lorsch aufgeteilt. Nach Lorsch wurde der Nordteil mit dem eigentlichen Seehof am Froschkanzelsee und mit damals etwa 40 Einwohnern eingegliedert.
Von der karolingischen Benediktinerabtei, die in Teilen ergraben ist, hat sich die Torhalle (um 800) erhalten. Die Abtei ist seit 1991, zusammen mit dem östlich gelegenen „Areal Altenmünster“, ein von der UNESCO geschütztes Weltkulturerbe. Im September 1995 wurde in unmittelbarer Nähe der Torhalle das Museumszentrum Lorsch eingeweiht. Das Museumszentrum beherbergt vier Abteilungen: Die klostergeschichtliche Abteilung der Verwaltung der Staatlichen Schlösser und Gärten, die Abteilung für Volkskunde des Hess. Landesmuseums Darmstadt, das Tabakmuseum der Stadt Lorsch sowie das Stadtarchiv.
Gab es ursprünglich neben der Tabakindustrie nur noch die Holzverarbeitung, so hat sich Lorsch inzwischen zu einem Mittelzentrum entwickelt, in dem sich kleine und mittelgroße Betriebe der Baustoff-, Metall-, Möbel- und Kunststoffindustrie angesiedelt haben. Zur Stadtentwicklung hat auch die günstige Verkehrslage an den Autobahnen A 5 und A 67 beigetragen. Die Landwirtschaft wird nur noch durch wenige Vollerwerbsbetriebe wahrgenommen, und die Sonderkulturen des Tabak- und Spargelanbaus sind dramatisch zurückgegangen.

#### Gerichte ab 1821
Mit Bildung der Landgerichte im Großherzogtum Hessen war ab 1821 das Landgericht Lorsch das in erster Instanz zuständige Gericht. Nach Umsetzung des Gerichtsverfassungsgesetzes im Großherzogtum mit Wirkung vom 1. Oktober 1879 wurden die bisherigen Landgerichte durch Amtsgerichte an gleicher Stelle ersetzt, während die neu geschaffenen Landgerichte nun als Obergerichte fungierten. In Lorsch war nun das Amtsgericht Lorsch zuständig, das im Bezirk des Landgerichts Darmstadt lag.
Zum 1. Oktober 1934 wurde das Amtsgericht Lorsch aufgelöst. Aus dem Bezirk des Amtsgerichts wurden der Ort Hofheim dem Amtsgericht Worms, der Ort Bobstadt und die Stadt Bürstadt dem Amtsgericht Lampertheim und mit Lorsch die restlichen Orte dem Amtsgericht Bensheim zugeteilt.

### Verwaltungsgeschichte im Überblick
Die folgende Liste zeigt die Staaten und Verwaltungseinheiten, denen Lorsch angehört(e):
- vor 1782: Heiliges Römisches Reich, Kurfürstentum Mainz, Amt Starkenburg  (1461–1650 an Kurpfalz verpfändet), Zent Heppenheim
- ab 1782: Heiliges Römisches Reich, Kurfürstentum Mainz, Unteres Erzstift, Oberamt Starkenburg, Amtsvogtei Lorsch
- ab 1803: Heiliges Römisches Reich, Landgrafschaft Hessen-Darmstadt,[Anm. 2] Fürstentum Starkenburg, Amt Lorsch
- ab 1806: Großherzogtum Hessen,[Anm. 3] Fürstentum Starkenburg, Amt Lorsch[42]
- ab 1815: Großherzogtum Hessen, Provinz Starkenburg, Amt Lorsch
- ab 1821: Großherzogtum Hessen, Provinz Starkenburg, Landratsbezirk Heppenheim[Anm. 4]
- ab 1832: Großherzogtum Hessen, Provinz Starkenburg, Kreis Bensheim
- ab 1848: Großherzogtum Hessen, Regierungsbezirk Heppenheim
- ab 1852: Großherzogtum Hessen, Provinz Starkenburg, Kreis Heppenheim
- ab 1871: Deutsches Reich, Großherzogtum Hessen, Provinz Starkenburg, Kreis Heppenheim
- ab 1874: Deutsches Reich, Großherzogtum Hessen, Provinz Starkenburg, Kreis Bensheim
- ab 1918: Deutsches Reich, Volksstaat Hessen,[Anm. 5] Provinz Starkenburg, Kreis Bensheim[43][Anm. 6]
- ab 1938: Deutsches Reich, Volksstaat Hessen, Landkreis Bergstraße
- ab 1945: Deutsches Reich, Amerikanische Besatzungszone,[Anm. 7] Groß-Hessen, Regierungsbezirk Darmstadt, Landkreis Bergstraße
- ab 1946: Deutsches Reich, Amerikanische Besatzungszone, Hessen, Regierungsbezirk Darmstadt, Landkreis Bergstraße
- ab 1949: Bundesrepublik Deutschland, Hessen, Regierungsbezirk Darmstadt, Landkreis Bergstraße

## Bevölkerung

### Einwohnerstruktur 2011
Nach den Erhebungen des Zensus 2011 lebten am Stichtag, dem 9. Mai 2011, in Lorsch 12876 Einwohner. Darunter waren 808 (6,27 %) Ausländer, von denen 436 aus dem EU-Ausland, 263 aus anderen europäischen Ländern und 109 aus anderen Staaten kamen. Von den deutschen Einwohnern hatten 7,8 % einen Migrationshintergrund. Die Einwohner lebten in 5656 Haushalten. Davon waren 1709 Singlehaushalte, 1651 Paare ohne Kinder und 1682 Paare mit Kindern, sowie 473 Alleinerziehende und 141 Wohngemeinschaften.

### Einwohnerentwicklung
| • 1623: | 124 Bürger                 |
| • 1806: | 1660 Einwohner, 261 Häuser |
| • 1812: | 1677 Einwohner, 262 Häuser |
| • 1829: | 2459 Einwohner, 314 Häuser |
| • 1867: | 3243 Einwohner, 411 Häuser |

| Lorsch: Einwohnerzahlen von 1806 bis 2020 | Lorsch: Einwohnerzahlen von 1806 bis 2020 | Lorsch: Einwohnerzahlen von 1806 bis 2020 | Lorsch: Einwohnerzahlen von 1806 bis 2020 | Lorsch: Einwohnerzahlen von 1806 bis 2020 |
| --- | ----------------------------------------- | ----------------------------------------- | ----------------------------------------- | ----------------------------------------- |
| Jahr |                                           |                                           |                                           | Einwohner                                 |
| 1806 | 1806                                      |                                           | 1.660                                     | 1.660                                     |
| 1812 | 1812                                      |                                           | 1.677                                     | 1.677                                     |
| 1829 | 1829                                      |                                           | 2.459                                     | 2.459                                     |
| 1834 | 1834                                      |                                           | 2.601                                     | 2.601                                     |
| 1840 | 1840                                      |                                           | 2.866                                     | 2.866                                     |
| 1846 | 1846                                      |                                           | 2.913                                     | 2.913                                     |
| 1852 | 1852                                      |                                           | 3.099                                     | 3.099                                     |
| 1858 | 1858                                      |                                           | 3.080                                     | 3.080                                     |
| 1864 | 1864                                      |                                           | 3.315                                     | 3.315                                     |
| 1871 | 1871                                      |                                           | 3.560                                     | 3.560                                     |
| 1875 | 1875                                      |                                           | 3.777                                     | 3.777                                     |
| 1885 | 1885                                      |                                           | 3.741                                     | 3.741                                     |
| 1895 | 1895                                      |                                           | 3.805                                     | 3.805                                     |
| 1905 | 1905                                      |                                           | 4.478                                     | 4.478                                     |
| 1910 | 1910                                      |                                           | 4.845                                     | 4.845                                     |
| 1925 | 1925                                      |                                           | 5.597                                     | 5.597                                     |
| 1939 | 1939                                      |                                           | 6.514                                     | 6.514                                     |
| 1946 | 1946                                      |                                           | 7.750                                     | 7.750                                     |
| 1950 | 1950                                      |                                           | 8.149                                     | 8.149                                     |
| 1956 | 1956                                      |                                           | 8.352                                     | 8.352                                     |
| 1961 | 1961                                      |                                           | 8.918                                     | 8.918                                     |
| 1967 | 1967                                      |                                           | 10.125                                    | 10.125                                    |
| 1972 | 1972                                      |                                           | 10.313                                    | 10.313                                    |
| 1976 | 1976                                      |                                           | 10.389                                    | 10.389                                    |
| 1984 | 1984                                      |                                           | 10.691                                    | 10.691                                    |
| 1992 | 1992                                      |                                           | 11.393                                    | 11.393                                    |
| 2000 | 2000                                      |                                           | 12.100                                    | 12.100                                    |
| 2005 | 2005                                      |                                           | 12.752                                    | 12.752                                    |
| 2010 | 2010                                      |                                           | 13.007                                    | 13.007                                    |
| 2011 | 2011                                      |                                           | 12.876                                    | 12.876                                    |
| 2015 | 2015                                      |                                           | 13.515                                    | 13.515                                    |
| 2020 | 2020                                      |                                           | 13.831                                    | 13.831                                    |
| Datenquelle: Historisches Gemeindeverzeichnis für Hessen: Die Bevölkerung der Gemeinden 1834 bis 1967. Wiesbaden: Hessisches Statistisches Landesamt, 1968. Weitere Quellen: LAGIS; 1972; 1976; 1984; 1992; 2000; 2005; 2010; Zensus 2011; ab 2015; Statistische Berichte |                                           |                                           |                                           |                                           |

### Historische Religionszugehörigkeit
| • 1829: | 43 lutheranische (= 1,75 %), 63 jüdische (= 2,56 %) und 2353 katholische (= 95,69 %) Einwohner                             |
| • 1961: | 1256 evangelische (= 14,08 %), 7518 katholische (= 84,30 %) Einwohner                                                      |
| • 2011: | 2870 evangelische (= 22,3 %), 6550 katholische (= 50,9 %), 180 andersgläubig (= 1,4 %), 3080 sonstige (= 24,0 %) Einwohner |

### Erwerbstätigkeit
Die Gemeinde im Vergleich mit Landkreis, Regierungsbezirk Darmstadt und Hessen:
|                                                   | Jahr | Gemeinde | Landkreis | Regierungsbezirk | Hessen    |
| ------------------------------------------------- | ---- | -------- | --------- | ---------------- | --------- |
| Sozialversicherungspflichtig Beschäftigte         | 2017 | 3728     | 72.939    | 1.695.567        | 2.524.156 |
| Veränderung zu                                    | 2000 | +53,4 %  | +17,1 %   | +16,1 %          | +16,0 %   |
| davon Vollzeit                                    | 2017 | 73,2 %   | 70,8 %    | 72,8 %           | 71,8 %    |
| davon Teilzeit                                    | 2017 | 26,8 %   | 29,2 %    | 27,2 %           | 28,2 %    |
| Ausschließlich geringfügig entlohnte Beschäftigte | 2017 | 820      | 15.613    | 224.267          | 372.991   |
| Veränderung zu                                    | 2000 | +14,0 %  | −4,3 %    | +9,0 %           | +8,8 %    |

| Branche                         | Jahr | Gemeinde | Landkreis | Regierungsbezirk | Hessen |
| ------------------------------- | ---- | -------- | --------- | ---------------- | ------ |
| Produzierendes Gewerbe          | 2000 | 48,2 %   | 39,6 %    | 27,0 %           | 30,6 % |
|                                 | 2017 | *)       | 32,1 %    | 20,4 %           | 24,3 % |
| Handel, Gastgewerbe und Verkehr | 2000 | 22,2 %   | 25,1 %    | 26,4 %           | 25,1 % |
|                                 | 2017 | 34,7 %   | 25,8 %    | 24,7 %           | 23,8 % |
| Unternehmensdienstleistungen    | 2000 | 7,7 %    | 11,6 %    | 25,1 %           | 20,2 % |
|                                 | 2017 | 12,3 %   | 15,5 %    | 31,6 %           | 26,1 % |
| Sonstige Dienstleistungen       | 2000 | 21,1 %   | 22,0 %    | 20,1 %           | 22,5 % |
|                                 | 2017 | 22,6 %   | 25,3 %    | 23,0 %           | 25,4 % |
| Sonstiges (bzw. ohne Zuordnung) | 2000 | 00,8 %   | 01,7 %    | 01,4 %           | 01,5 % |
|                                 | 2017 | 30,4 %   | 01,1 %    | 00,3 %           | 00,4 % |

*) anonymisiert

## Politik

### Stadtverordnetenversammlung
Die Kommunalwahl am 14. März 2021 lieferte folgendes Ergebnis, in Vergleich gesetzt zu früheren Kommunalwahlen:
| Sitzverteilung in der Stadtverordnetenversammlung 2021Insgesamt 37 Sitze - SPD: 6 - Grüne: 7 - FDP: 2 - CDU: 15 - PWL: 7 | Parteien und Wählergemeinschaften | Parteien und Wählergemeinschaften           | % 2021 | Sitze 2021 | % 2016 | Sitze 2016 | % 2011 | Sitze 2011 | % 2006 | Sitze 2006 | % 2001 | Sitze 2001 |
| Sitzverteilung in der Stadtverordnetenversammlung 2021Insgesamt 37 Sitze - SPD: 6 - Grüne: 7 - FDP: 2 - CDU: 15 - PWL: 7 | CDU                               | Christlich Demokratische Union Deutschlands | 40,2   | 15         | 36,2   | 13         | 40,9   | 15         | 44,4   | 16         | 43,1   | 16         |
| Sitzverteilung in der Stadtverordnetenversammlung 2021Insgesamt 37 Sitze - SPD: 6 - Grüne: 7 - FDP: 2 - CDU: 15 - PWL: 7 | SPD                               | Sozialdemokratische Partei Deutschlands     | 16,6   | 6          | 22,4   | 8          | 22,2   | 8          | 23,8   | 9          | 31,1   | 11         |
| Sitzverteilung in der Stadtverordnetenversammlung 2021Insgesamt 37 Sitze - SPD: 6 - Grüne: 7 - FDP: 2 - CDU: 15 - PWL: 7 | GRÜNE                             | Bündnis 90/Die Grünen                       | 18,5   | 7          | 13,4   | 5          | 18,0   | 7          | 12,4   | 5          | 9,6    | 4          |
| Sitzverteilung in der Stadtverordnetenversammlung 2021Insgesamt 37 Sitze - SPD: 6 - Grüne: 7 - FDP: 2 - CDU: 15 - PWL: 7 | PWL                               | Parteilose Wählerschaft Lorsch              | 18,2   | 7          | 21,3   | 8          | 16,8   | 6          | 14,7   | 5          | 14,7   | 5          |
| Sitzverteilung in der Stadtverordnetenversammlung 2021Insgesamt 37 Sitze - SPD: 6 - Grüne: 7 - FDP: 2 - CDU: 15 - PWL: 7 | FDP                               | Freie Demokratische Partei                  | 6,4    | 2          | 6,7    | 3          | 2,2    | 1          | 4,7    | 2          | 1,6    | 1          |
| Sitzverteilung in der Stadtverordnetenversammlung 2021Insgesamt 37 Sitze - SPD: 6 - Grüne: 7 - FDP: 2 - CDU: 15 - PWL: 7 | gesamt                            | gesamt                                      | 100,0  | 37         | 100,0  | 37         | 100,0  | 37         | 100,0  | 37         | 100,0  | 37         |
| Sitzverteilung in der Stadtverordnetenversammlung 2021Insgesamt 37 Sitze - SPD: 6 - Grüne: 7 - FDP: 2 - CDU: 15 - PWL: 7 | Wahlbeteiligung in %              | Wahlbeteiligung in %                        | 54,3   | 54,3       | 51,0   | 51,0       | 61,1   | 61,1       | 44,6   | 44,6       | 50,9   | 50,9       |

### Bürgermeister

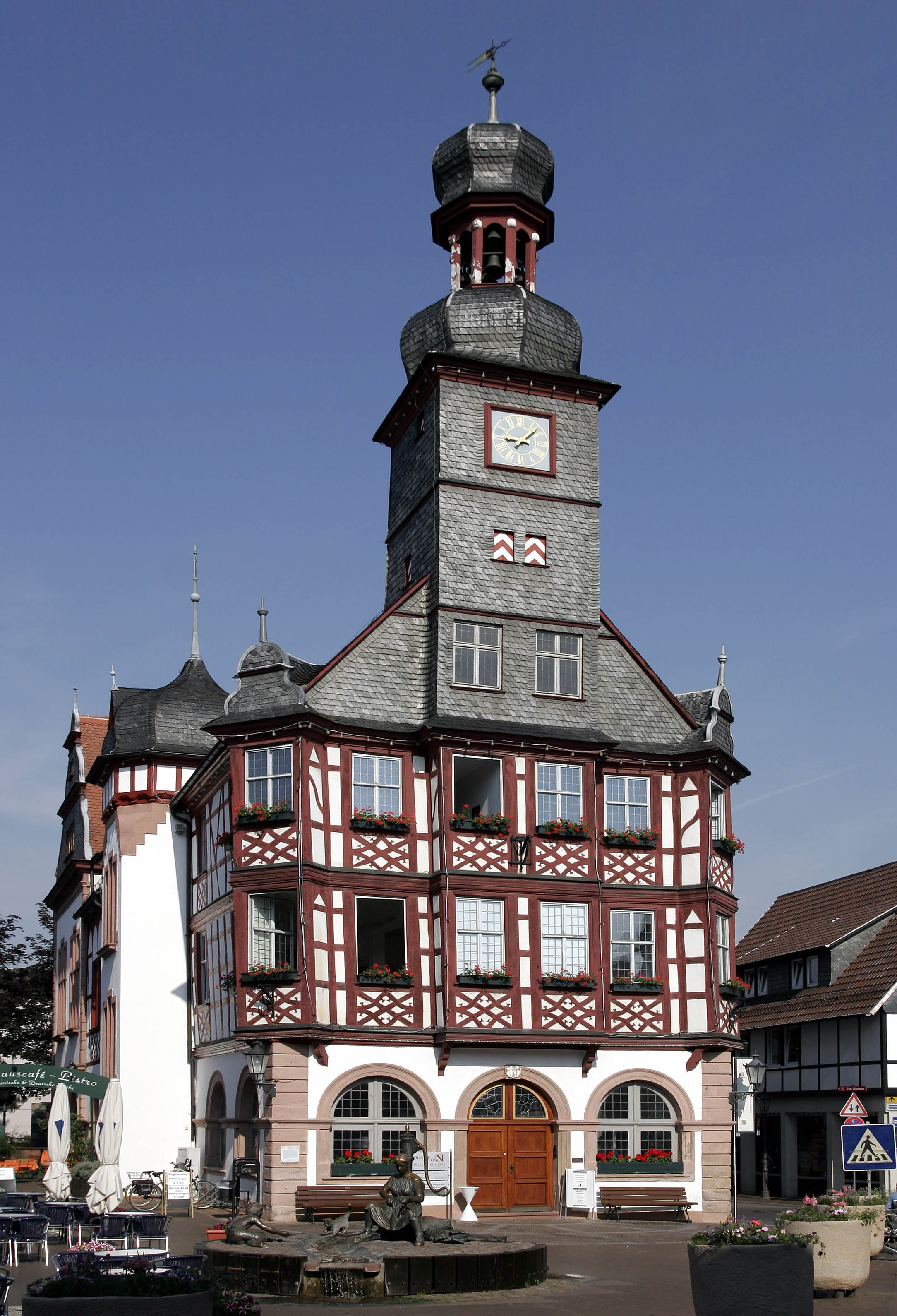
Lorscher Rathaus

Nach der hessischen Kommunalverfassung wird der Bürgermeister für eine sechsjährige Amtszeit gewählt, seit dem Jahr 1993 in einer Direktwahl, und ist Vorsitzender des Magistrats, dem in der Stadt Lorsch neben dem Bürgermeister ehrenamtlich ein Erster Stadtrat und acht weitere Stadträte angehören. Bürgermeister ist seit dem 2. Juni 2011 Christian Schönung (CDU). Er wurde als Nachfolger von Klaus Jäger, der nach drei Amtszeiten nicht wieder kandidiert hatte, am 27. März 2011 im ersten Wahlgang bei 61,1 Prozent Wahlbeteiligung mit 60,9 Prozent der Stimmen gewählt. Es folgten zwei Wiederwahlen, zuletzt im Dezember 2022.
Amtszeiten der Bürgermeister

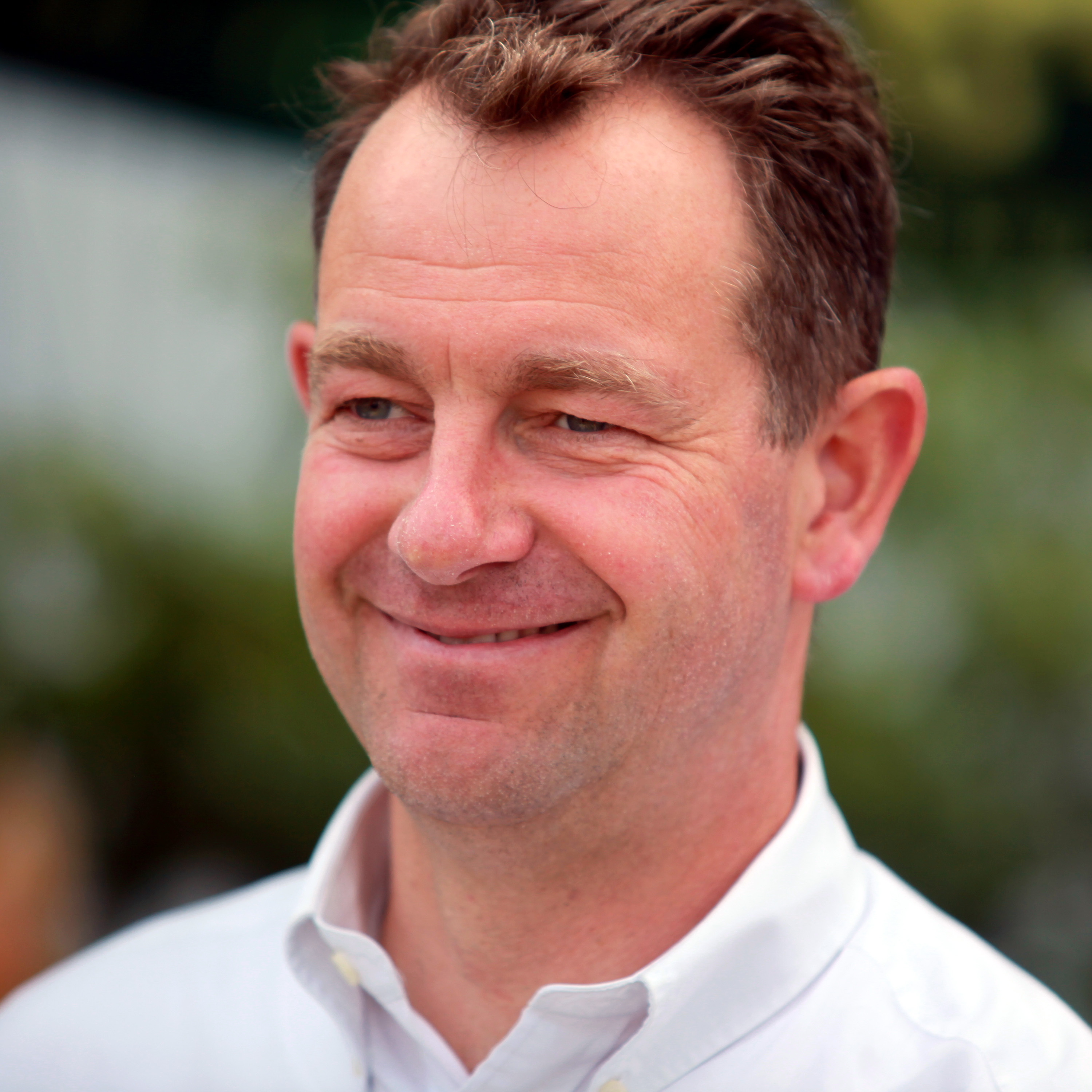
Bürgermeister Christian Schönung

- 2011–2029 Christian Schönung (CDU)[62]
- 1993–2011 Klaus Jäger[63]
- 1975–1993 Ludwig Brunnengräber (CDU)
- 1946–1975 Georg Werner (CDU)
- 1945–1946 Kaspar Diehl (SPD)
- 1926–1945 Valentin Huba[68]
- 1922–1926 Johannes Degen (SPD)
- 1899–1922 Adam Huba („Bürgerliches Lager“)
- 1892–1899 Adolf Schönherr
- 1874–1892 Theodor Adam Schönherr[69]
- 1869–1874 Philipp Graf
- 1864–1869 Alexander Wahlig[70]
- 1826–1864 Valentin Ludwig[71]
- 1815–? Fischer (Schultheiß)[72]
- 1799–? Johannes Wahlig (Schultheiß)[73]
- 1788–1796 Gerhard Gärtner (Schultheiß)[74]

### Wappen und Flagge
Wappen

Blasonierung: „Geteilt und unten von Silber und Blau gespalten; oben in Schwarz eine goldene Torhalle (stilisierte Königshalle), unten vorne ein rotes Fußspitzkreuz, hinten ein golden bewehrter, neunmal von Silber und Rot geteilter Löwe (Löwe von Hessen).“
Das Wappen wurde der damaligen Gemeinde 1923 verliehen.
Es enthält das Bild der um 770 erbauten Eingangshalle des Reichsklosters, das Lorscher Kreuz als Sinnbild der Abtei und den hier ungekrönten hessischen Löwen als Hinweis auf die Landeszugehörigkeit seit dem frühen 19. Jahrhundert. Das älteste Siegel des Ortsgerichts aus dem 17. Jahrhundert zeigt einige nur schwer deutbare Gegenstände; das von Hupp im Zusammenhalt mit den anderen vermutlich landwirtschaftlichen Geräten als Getreidesester mit Streichholz erklärte Zeichen trug in den Ortssiegeln seit 1808 der hessische Löwe.
 Flagge 
Die Flagge wurde der damaligen Gemeinde am 4. September 1957 durch den Hessischen Innenminister genehmigt und wird wie folgt beschrieben:
Flaggenbeschreibung: „In einer breiten weißen Mittelbahn die von zwei schmäleren roten Seitenbahnen eingefasst ist, das Wappen der Gemeinde Lorsch.“

### Städtepartnerschaften
- Le Coteau (Département Loire in Frankreich, seit 1967)
- Zwevegem (Belgien, seit 1973)
- Thal (Ortsteil von Ruhla in Thüringen, seit 1990)

Freundschaftliche Beziehungen bestehen zu Šternberk (Sternberg) im Kreis Olomoucký kraj, Tschechien. Dies kam durch die Patenschaft zu Vertriebenen aus den Gemeinden Jívová (Giebau), Pohorsch, Weska und Hraničné Petrovice (Petersdorf bei Giebau) zustande, die sich in Lorsch angesiedelt haben.

## Kultur und Sehenswürdigkeiten

### Theater
- Kleinkunstbühne „Sapperlot“[77]

### Museen

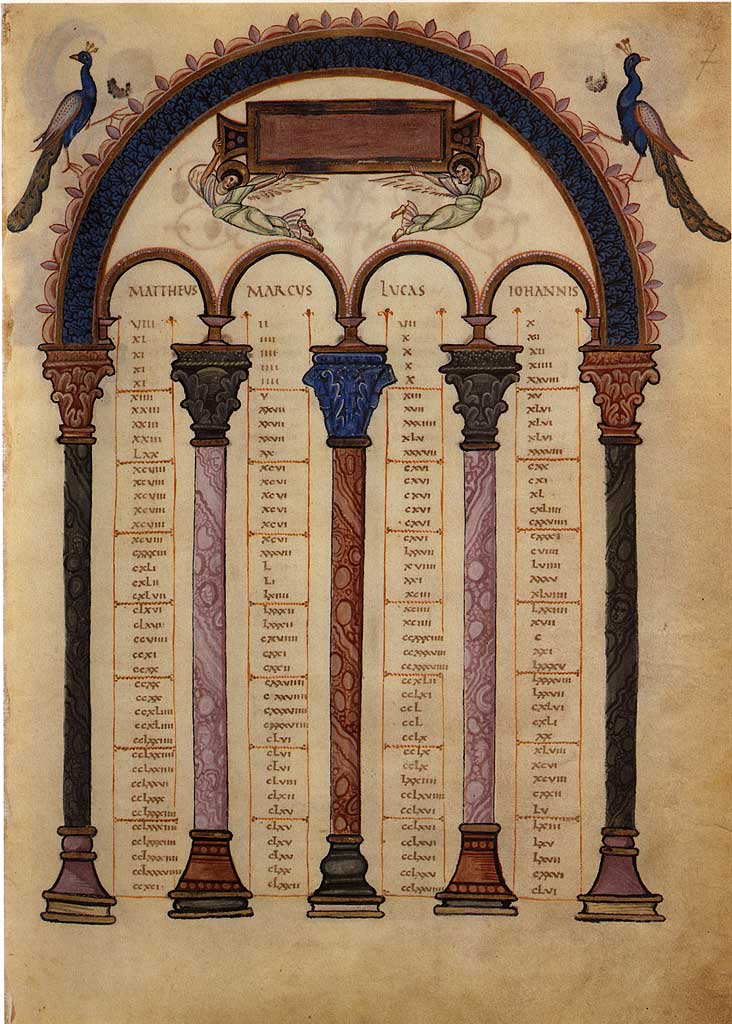
Codex Aureus

- Museumszentrum Lorsch mit der klostergeschichtlichen Abteilung,[78] der Abteilung für Volkskunde und dem Tabakmuseum Lorsch (Außenstelle des Hessischen Landesmuseums).[79]
  - Das Klostermuseum befasst sich mit der Geschichte der Abtei Lorsch, der Geschichte karolingischen Reiches, der Sakralarchitektur und insbesondere mit der Klosteranlage des Klosters Lorsch. Daneben wird das Leben der Landbewohner im Früh- und Hochmittelalter gezeigt sowie verschiedene Repliken, wie das am Hof Karls des Großen entstandene, prachtvoll ausgestattete Lorscher Evangeliar und der Lorscher Rotulus, eine Heiligenlitanei und zugleich die älteste liturgische Buchrolle des Abendlandes. Hintergründe zum Skriptorium und zu der Bibliothek der Abtei Lorsch werden erläutert. Die Bibliothek galt als eine der bedeutendsten ihrer Zeit.
  - Das Tabakmuseum liefert Informationen zum seit dem Dreißigjährigen Krieg betriebenen Tabakanbau und Tabakverarbeitung in Südhessen sowie dem Tabakkonsum. Daneben werden Tabakdosen, Tabaktöpfe und Pfeifen ausgestellt, sowie namhafte Zigarrenraucher wie beispielsweise Ludwig Erhard vorgestellt.
  - Das Volkskundemuseum zeigt als Schwerpunkt die Alltagskultur in Hessen. So werden alte holzverarbeitende Handwerke wie Rechenmacher oder Löffelschnitzer, eine Tisch- sowie eine Pfeifenwerkstatt vorgestellt. Auch Haushaltsgeschirr aus dem 18. und 19. Jahrhundert, Bauernmöbel und eine Frankfurter Küche werden präsentiert.

### Bauwerke

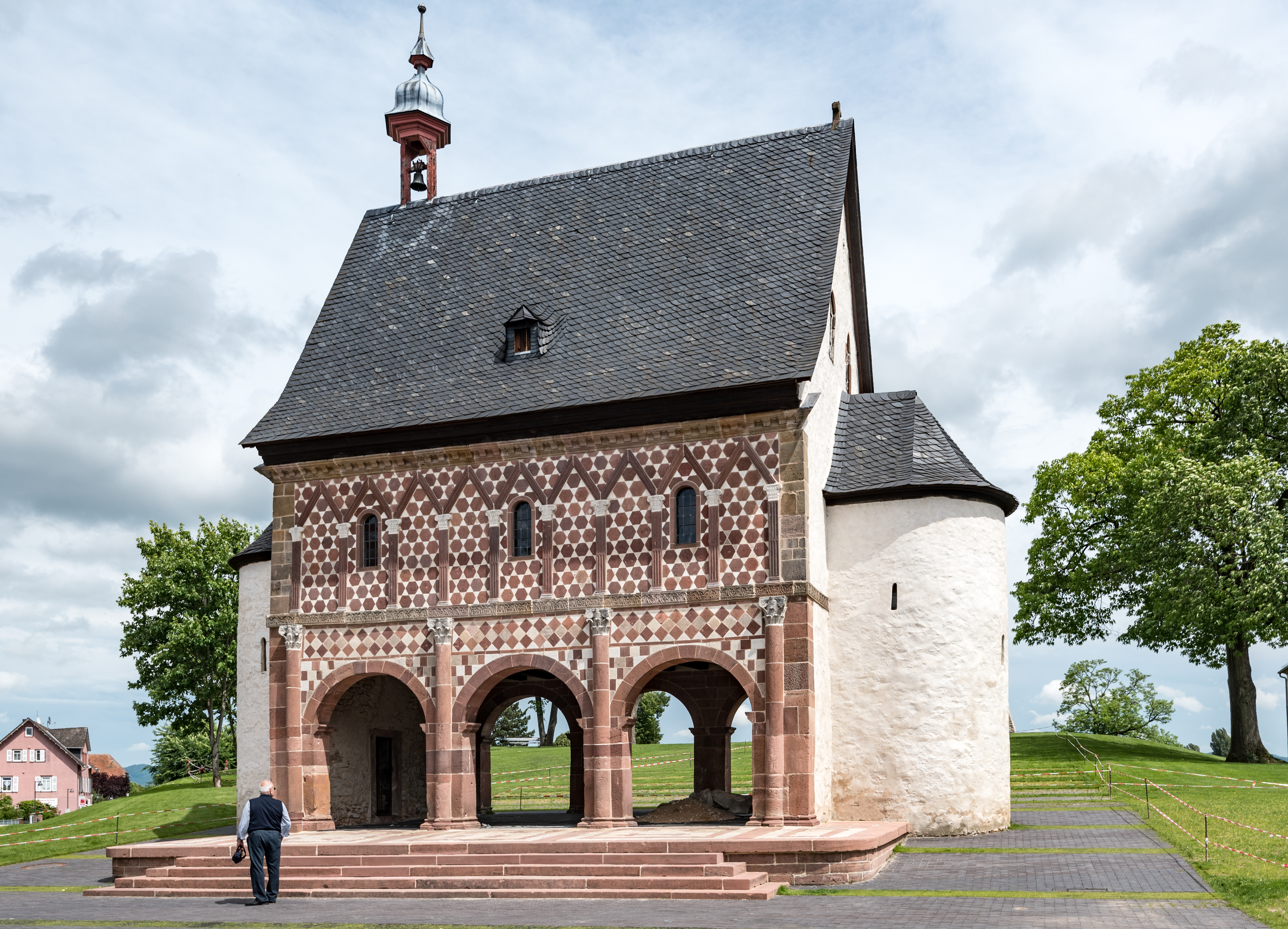
Karolingische Torhalle 2018

- Weltkulturerbe-Areal Kloster Lorsch. 1250 Jahre nach der Klostergründung wurden 2014 umfangreiche Erweiterungsmaßnahmen in diesem Areal abgeschlossen, in dessen Mittelpunkt die beiden UNESCO-Weltkulturerbestätten „Klostergelände des Klosters Lorsch“ und das „Kloster Altenmünster“ stehen.[80] Siehe auch: Kloster Lorsch#Weltkulturerbe-Areal Kloster Lorsch

- Das historische Lorscher Rathaus wurde zwischen 1714 und 1715 nach Vorlage des Heppenheimer Rathauses erbaut.[81] Es besteht aus einem rechteckigen Erdgeschoss aus Sandstein, auf dem ein zweigeschossiger Fachwerkbau steht, an dessen beiden Seiten der Hauptfassade sich je ein feingegliederter Erker befindet. In der Mitte befindet sich ebenfalls ein Erker, der einen Turm mit Doppelhaube trägt. In der oberen Turmhaube befand sich die Feuerglocke, die heute durch ein Glockenspiel ersetzt ist. Im oberen Stock des Rathauses befindet sich der repräsentative „Nibelungensaal“, der heute als Sitzungs- und Konzertsaal genutzt wird. Er ist mit Wandgemälden zu Ereignissen der Abtei Lorsch ausgestattet, die zeitweise den Status eines Fürstentums hatte.

- Am Marktplatz steht das „Wamsler'sche Haus“ als mächtiger Fachwerk-Eckbau mit Mansarddach. Es wurde Mitte der 80er Jahre restauriert und dem Rathaus angepasst.

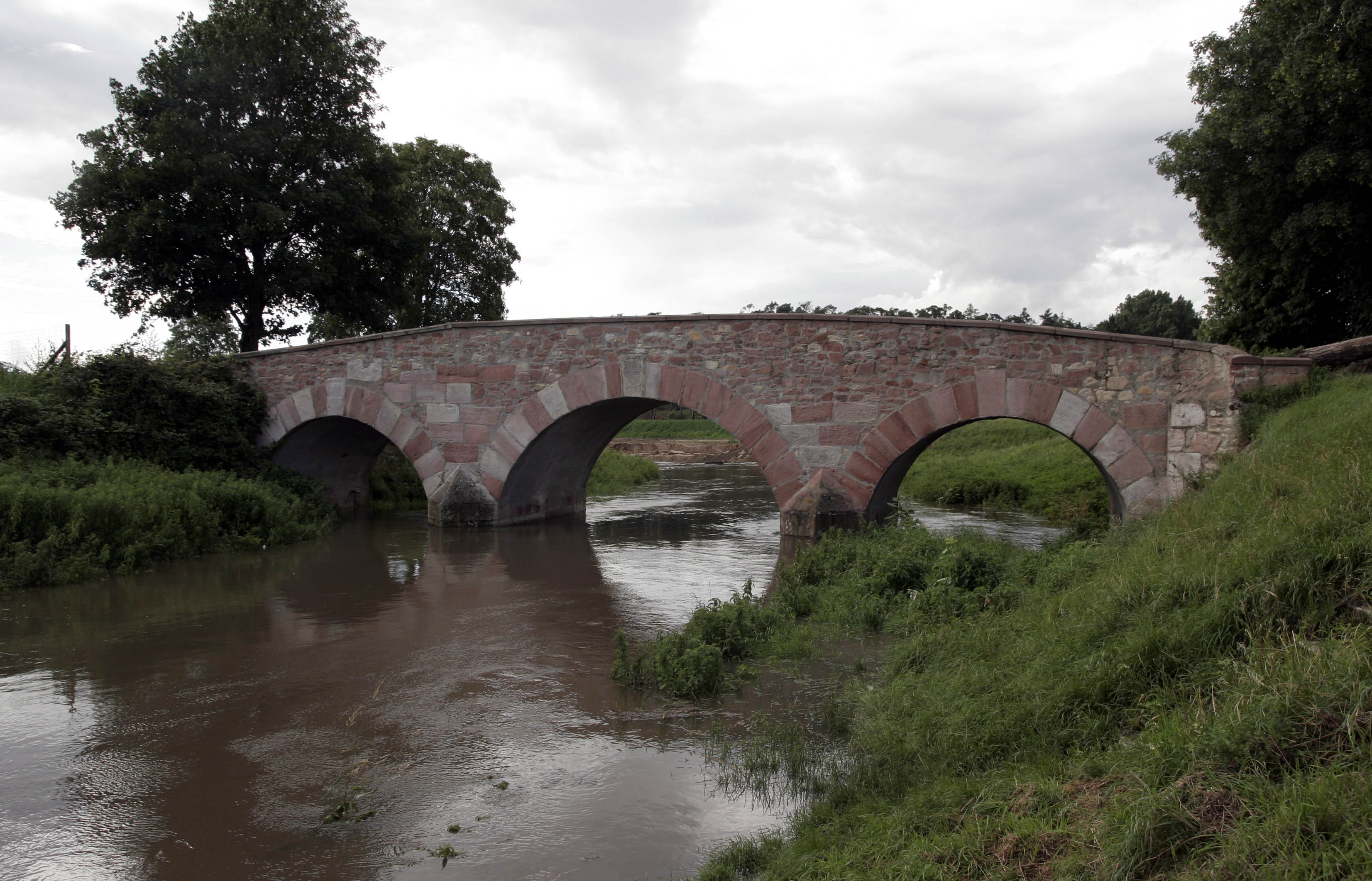
Die Wattenheimer Brücke

- Stiftstraße 18: Denkmalgeschützte Hofreite. Die Hofreite liegt an der für das historische Ortsbild bedeutsamen Stelle im Kreuzungsbereich der drei Straßen Stiftstraße, Waldstraße und Schulstraße, die zeitweilig für den aus Lampertheim und Mannheim kommenden Verkehr den Eingangsbereich in den Ort bildete. Bis 1920 im Besitz der Familie Dreiss: Tabak- und Landwirtschaftlicher Betrieb. Das Wohnhaus wurde im 18. Jahrhundert erbaut, 1869 die Scheune, 1890 die Remise. Von 1920 bis 1973 dann Bäckerei und Weinstube. Ab 1998 befindet sich das Theater „Sapperlot“ im Gebäude. Die Restaurierung des gesamten Hofes erfolgte 1998, und 2002 die Eröffnung des Theaters.
- ältestes Lorscher Fachwerkhaus in der Stiftstraße 19
- Das älteste Lorscher Gasthaus, das „Weiße Kreuz“, steht an der Stelle der alten Klosterherberge. Das Gasthaus selbst wurde 1563 erstmals erwähnt. Das Obergeschoss und der Giebel sind in geschmücktem Fachwerk ausgeführt. Das Wirtshausschild stammt aus dem 18. Jahrhundert.
- Das ehemalige Stadtpalais Palais von Hausen (erbaut 1775–1779)

- Katholische Pfarrkirche St. Nazarius (geweiht 1753)
- Evangelische Kirche (1896)
- Wattenheimer Brücke

### Schutzgebiete

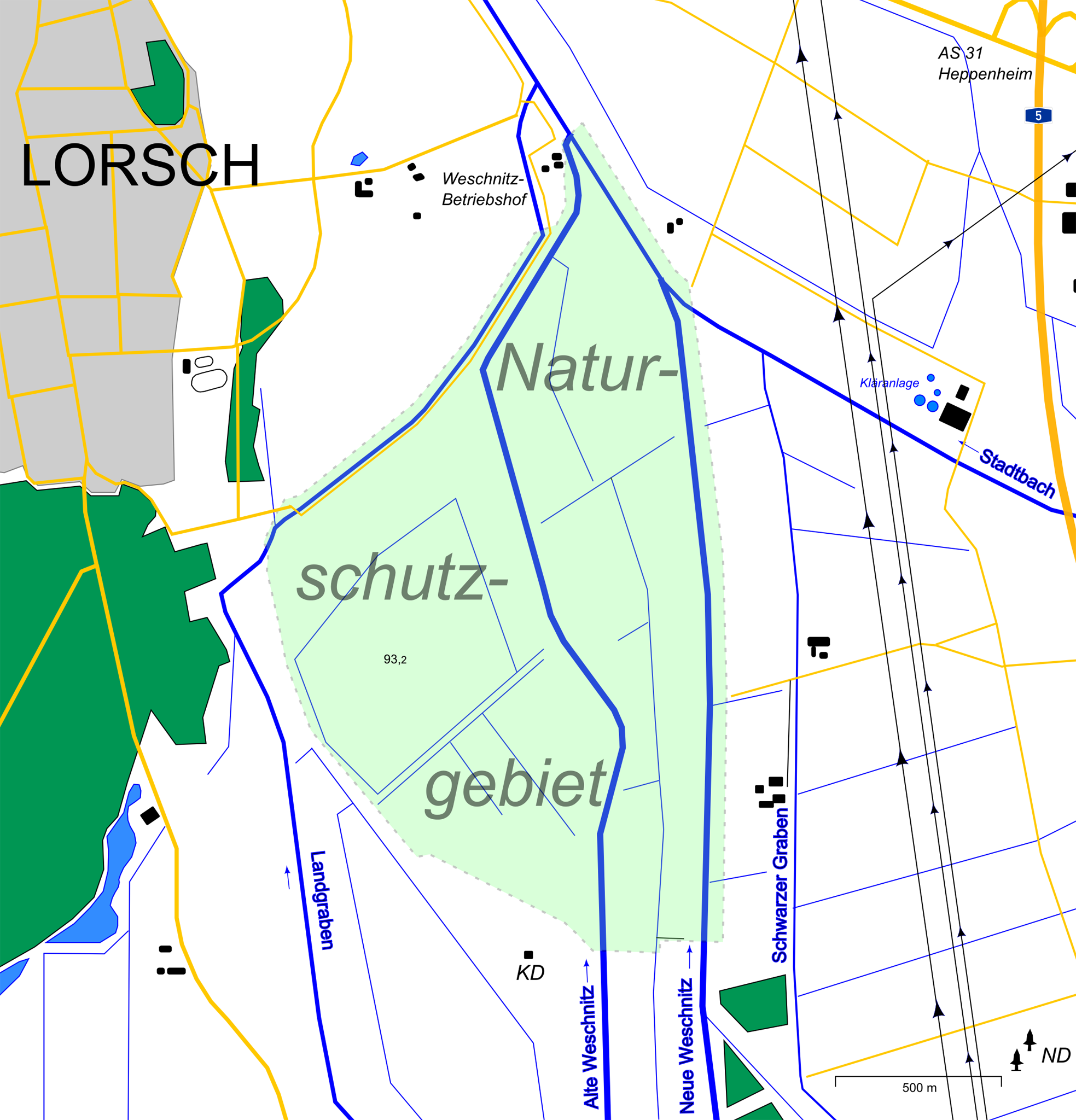
Das Naturschutzgebiet „Weschnitzinsel von Lorsch“

Auf Lorscher Gemarkung gibt es ein Naturschutzgebiet, das auch als Fauna-Flora-Habitat-Gebiet ausgewiesen ist, nämlich die Weschnitzinsel von Lorsch. Weiter findet man das Landschaftsschutzgebiet Forehahi und die zwei Vogelschutzgebiete Hessische Altneckarschlingen und Wälder der südlichen hessischen Oberrheinebene. Die ganze Gemarkung ist außerdem Teil des Naturparks Bergstraße-Odenwald.
Für Lorsch hat der Landkreis Bergstraße vier Bäume wegen deren Alter, Stärke und Formschönheit als Naturdenkmale ausgewiesen, nämlich drei Stieleichen und eine Platane.

### Regelmäßige Veranstaltungen
In Lorsch findet jeden Fastnachtsdienstag ein großer Fastnachtsumzug mit über 100 Zugnummern statt, der jedes Jahr tausende Narren in die Klosterstadt lockt.
Im Mai findet der Frühlingsmarkt in der Innenstadt statt. Das Johannisfest ist das größte Traditionsfest in Lorsch und wird alljährlich um den 24. Juni auf dem Festplatz an der Klostermauer veranstaltet. Am 3. Wochenende im September wird die traditionelle Kerb in der Innenstadt gefeiert.
Der Weihnachtsmarkt – mit einer Eröffnungsshow vor dem Weltkulturerbe – ist am 1. Adventswochenende vor dem Weltkulturerbe, im Herzen von Lorsch zu finden. Veranstalter ist die Stadt Lorsch.
Im Jahr 1991 richtete Lorsch den 31. Hessentag aus.

### Kulinarische Spezialitäten
Eine kulinarische Spezialität ist das aus Welsch- bzw. Maismehl, Butter oder Schmalz, Zucker, ganzem Anis und Rosinen hergestellte „Original Lorscher Welschbrot“.

## Wirtschaft und Infrastruktur

### Flächennutzung
Das Gemeindegebiet umfasst eine Gesamtfläche von 2524 Hektar, davon entfallen in ha auf:
| Nutzungsart             | Nutzungsart             | 2011 | 2015 |
| ----------------------- | ----------------------- | ---- | ---- |
| Gebäude- und Freifläche | Gebäude- und Freifläche | 319  | 337  |
| davon                   | Wohnen                  | 190  | 186  |
|                         | Gewerbe                 | 39   | 57   |
| Betriebsfläche          | Betriebsfläche          | 17   | 5    |
| davon                   | Abbauland               | 1    | 1    |
| Erholungsfläche         | Erholungsfläche         | 29   | 36   |
| davon                   | Grünanlage              | 23   | 29   |
| Verkehrsfläche          | Verkehrsfläche          | 232  | 231  |
| Landwirtschaftsfläche   | Landwirtschaftsfläche   | 929  | 918  |
| davon                   | Moor                    | 0    | 0    |
|                         | Heide                   | 0    | 0    |
| Waldfläche              | Waldfläche              | 911  | 910  |
| Wasserfläche            | Wasserfläche            | 76   | 76   |
| Sonstige Nutzung        | Sonstige Nutzung        | 11   | 11   |

### Verkehr
Durch die Gemarkung der Stadt führen die Bundesautobahn 67 und die Bundesstraßen 47 und 460. Der Bahnhof von Lorsch liegt an der Linie der Nibelungenbahn zwischen Bensheim und Worms, zudem bestehen dichte Busverbindungen mit Lampertheim/Bürstadt, Heppenheim, Einhausen und Bensheim. Im Nahverkehr gelten die Tarife des Verkehrsverbunds Rhein-Neckar, für Fahrten in Richtung Darmstadt und Frankfurt am Main gelten die Tarife des Rhein-Main-Verkehrsverbunds sowie das Hessenticket.
Die Trasse der geplanten Neubaustrecke Frankfurt–Mannheim wird zwischen Lorsch und Einhausen verlaufen. Die im März 2024 vorgelegte detaillierte Planung sieht einen Tunnel unter der Weschnitz vor, womit eine Forderung des Landkreises Bergstraße erfüllt wird.
Lorsch liegt am hessischen Radfernweg R9, der von Worms über Bensheim nach Höchst im Odenwald führt.

### Ansässige Unternehmen
Das Unternehmen TrekStor GmbH & Co.KG wurde 2001 in Lorsch gegründet und hatte dort seinen Sitz. Es lässt USB-Sticks, externe Festplatten und MP3-Player in Asien produzieren. Entwicklung und Qualitätsmanagement waren jedoch in Lorsch angesiedelt. Mittlerweile befindet sich der Hauptsitz der Firma im benachbarten Bensheim.
Die Lorscher Homepage bietet eine Übersicht weiterer ansässiger Unternehmen.

### Medien
In Lorsch gibt es zwei regionale Tageszeitungen, den zur Verlagsgruppe des Mannheimer Morgen gehörenden Bergsträßer Anzeiger mit der Regionalausgabe Lorsch/Einhausen sowie das weniger verbreitete Starkenburger Echo.

### Öffentliche Einrichtungen
- Tourist-Information Nibelungenland
- Kreisvolkshochschule
- Geo-Naturpark Bergstraße-Odenwald
- Coworking-Büro Lorsch für Start-ups, Selbstständige, Gründer[87]
- Spielplatz und Freizeitgelände Im Birkengarten
- Vogel- und Lehrpark Birkengarten des örtlichen Vogelschutzvereins
- öffentliche katholische Bücherei
- Kurpfalz-Bibliothek Heinrich Vetter
- Das beheizte Waldschwimmbad Lorsch wurde in den 1970er Jahren gebaut. Die Technik wurde in den Jahren 1994 und 1995 vollkommen saniert und erweitert. „Glückwünsche für das Lorscher Millionenbad“ titelte der Bergsträßer Anzeiger, als das Freibad am 6. Juni 1970 vom damaligen hessischen Sozialminister Horst Schmidt – nach zweijähriger Bauzeit und erstellt mit einem Kostenaufwand von 2,5 Millionen D-Mark – als „Waldschwimmbad“ eröffnet wurde. In heißen Sommern wurden schon bis zu 240.000 Badegäste gezählt. Das weitläufige Gelände gilt als schönstes Freibad der Region.[88]

### Bildung
Die Wingertsbergschule liegt auf einer ehemaligen Düne in der Rheinebene am nordöstlichen Rand ihres Einzugsgebietes, der Stadt Lorsch. In unmittelbarer Nachbarschaft befindet sich das weithin bekannte einstige Kloster Lorsch. Die Wingertsbergschule wurde als Grundschule des Kreises Bergstraße am 9. Januar 1974 gegründet, sie ist Nachfolgerin der Karolinger Volksschule, die bis 1972 in der Trägerschaft der Stadt Lorsch stand. Rund 540 Kinder besuchen derzeit die Schule, sie werden von 31 Lehrerinnen und Lehrern unterrichtet.
Die Werner-von-Siemens-Schule erhielt ihren Namen nach dem Berliner Erfinder Werner von Siemens. Nach der Beschlussfassung über den Bau einer neuen Haupt- und Realschule im Süden der Stadt (Lagerfeld) durch das Hessische Kultusministerium sowie den Landkreis Bergstraße im Juni 1971 wurde die Werner-von-Siemens-Schule im März 1973 ihrer Bestimmung übergeben. Im November 1973 beschloss die Schulleitung sowie der Schulelternbeirat, der Schule den Namen Werner-von-Siemens-Schule zu verleihen, der im Rahmen einer offiziellen Feierstunde am 24. Juni 1974 bekannt gegeben wurde.

## Persönlichkeiten

### Söhne und Töchter der Stadt
- Valentin Lorbacher (1825–1909), Präsident der hessischen Oberrechnungskammer
- Egidius Gutfleisch (1844–1914), Jurist und Politiker (Liberale Vereinigung, Fortschrittspartei), Abgeordneter im Reichstag und in der zweiten Kammer des Landtags des Großherzogtums Hessen
- Wilhelm Euler (1847–1934), Unternehmer und Politiker (Nationalliberale), Abgeordneter in der zweiten Kammer der Landstände des Großherzogtums Hessen
- Ferdinand Rohde (1863–1927), Jurist und Leiter der Landkreisverwaltungen Schotten und Heppenheim
- Ludwig Becker (1871–1950), Generalstaatsanwalt am Oberlandesgericht Naumburg
- Hans Rummel (1872–1952), Architekt
- Christoph Rummel (1881–1961), Architekt
- Valentin Degen (1902–1961), Katholischer Geistlicher, Direktor des Caritasverbandes Darmstadt
- Alexander Landgraf (1906–1972), Jurist, Gestapobeamter und SS-Führer
- Ludwig Gärtner (1919–1995), Fußballspieler
- Wolfgang Selzer (1926–2003), Archäologe
- Karl-Heinz Huba (1930–2020), Sportjournalist
- Heinrich Hornef (* 1931), Manager
- Claude Kurt Abraham (1931–2020), deutsch-amerikanischer Romanist und Literaturwissenschaftler
- Ernst-Dieter Suttheimer (* 1941), Opernsänger
- Manfred Harnischfeger (1944–2015), Journalist und Öffentlichkeitsarbeiter
- Bernhard Metz (* 1950), Fußballspieler
- Michael Meister (* 1961), CDU-Politiker, Parlamentarischer Staatssekretär, Staatsminister
- Achim Brunnengräber (* 1963), Politikwissenschaftler
- Hubert Hochbruck (1930–2024), Maschinenbauingenieur und Eisenbahnexperte